# Schleinitzweg

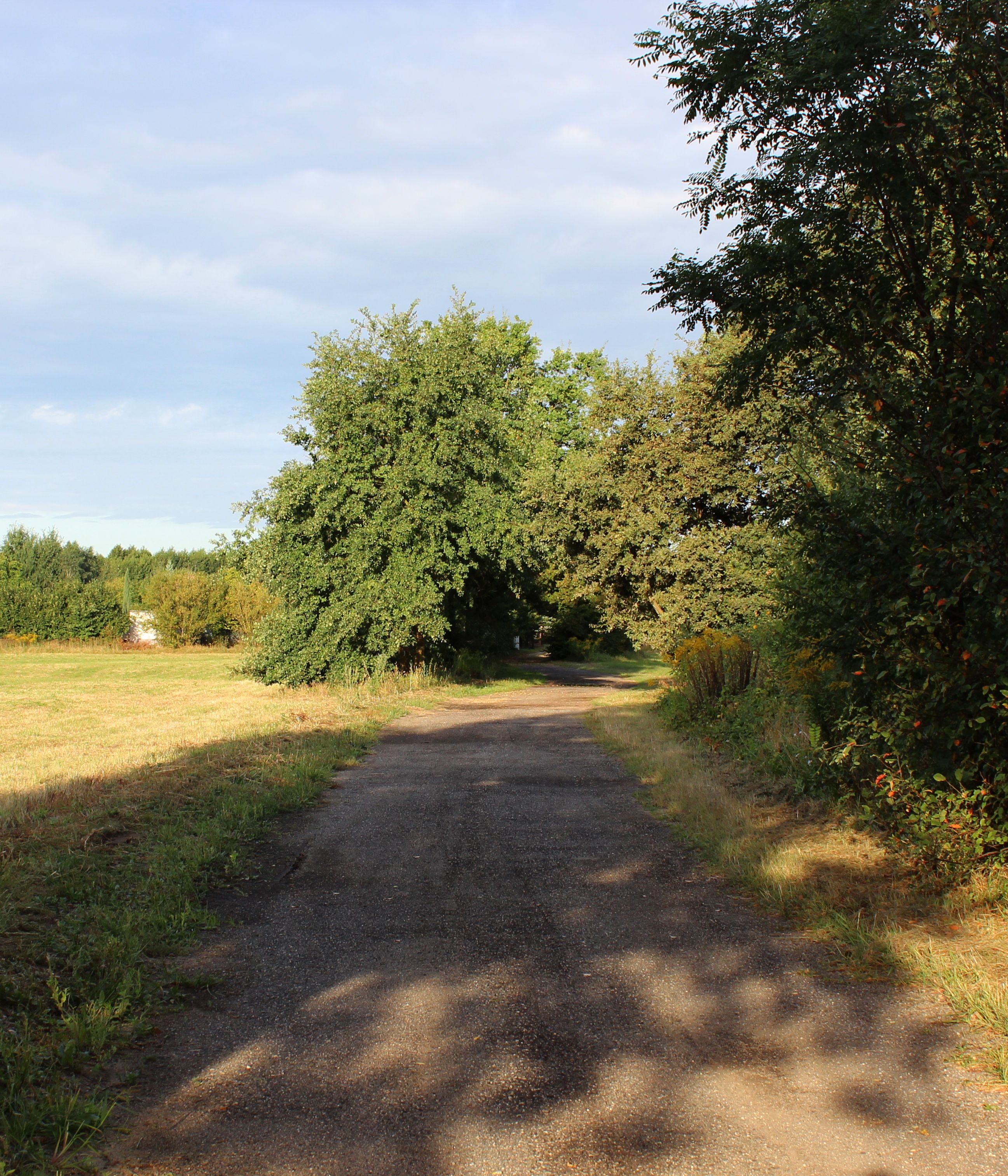
Der Schleinitzweg in Elsterwerda

Der Schleinitzweg war ein alter, etwa 20 Kilometer langer Überlandweg, der die Herrschaften Saathain mit Mückenberg über die Orte Biehla, Kahla und Plessa verband. Seinen Namen verdankt er dem meißnischen Adelsgeschlecht von Schleinitz, das vom 16. bis zum 18. Jahrhundert auf beiden Orten saß. Der Weg verlief nördlich der Schwarzen Elster. Er wurde erhöht und somit hochwasserfrei angelegt und bot damit eine sichere Verbindung der beiden Besitztümer durch die sumpfige Niederung des Flusses, der bis zur Mitte des 19. Jahrhunderts noch aus zahlreichen Fließen bestand.
Ende des 19. Jahrhunderts wurden diese Orte durch eine neu gebaute Chaussee verbunden, die heute in die Bundesstraße 169 eingebunden und wodurch der Schleinitzweg inzwischen nahezu bedeutungslos ist. Reste dieser alten Straße sind bis in die Gegenwart erhalten geblieben. In Elsterwerda gibt es noch eine Straße in der Nähe des Biehlaer Bahnhofs entlang der Bahnstrecke Węgliniec–Roßlau, die offiziell diesen Namen trägt.